# Trofeo de Campeones de la Superliga 2018-19
El Trofeo de Campeones de la Superliga Argentina 2018-19 (llamado Trofeo de Campeones «Autoahorro VW» 2019 por motivos de patrocinio) fue la primera y única edición de esta copa nacional. La ganó Racing Club, campeón del Campeonato de Primera División 2018-19, que venció a Tigre, ganador de la Copa de la Superliga 2019, en el estadio José María Minella de Mar del Plata, el 14 de diciembre de 2019.

## Equipos participantes
| Racing Club | Campeón de la Superliga Argentina 2018-19 |
| Tigre       | Campeón de la Copa de la Superliga 2019   |

## Partido
| 14 de diciembre de 2019, 19:10 (UTC-3) | Racing Club      | 2:0 (2:0) | Tigre | Estadio José María Minella, Mar del Plata |                                |
|                                        | M. Rojas 30' 43' | Reporte   |       | Árbitro(s): Fernando Rapallini            | Árbitro(s): Fernando Rapallini |

### Ficha
| 1          | ARQ        | Gabriel Arias     |     |
| 4          | DEF        | Iván Pillud       |     |
| 23         | DEF        | Nery Domínguez    |     |
| 2          | DEF        | Alejandro Donatti |     |
| 5          | DEF        | Eugenio Mena      |     |
| 21         | MED        | Marcelo Díaz      |     |
| 32         | MED        | Walter Montoya    | 84' |
| 28         | MED        | Matías Zaracho    | 74' |
| 10         | MED        | Matías Rojas      |     |
| 20         | DEL        | Darío Cvitanich   | 80' |
| 9          | DEL        | Jonatan Cristaldo |     |
| Entrenador | Entrenador | Eduardo Coudet    |     |

| 23         | ARQ        | Gonzalo Marinelli  |     |
| 17         | DEF        | Matías Pérez Acuña |     |
| 2          | DEF        | Ezequiel Rodríguez | 81' |
| 19         | DEF        | Gerardo Alcoba     |     |
| 3          | DEF        | Néstor Moiraghi    |     |
| 20         | DEF        | Lucas Rodríguez    |     |
| 21         | MED        | Sebastián Prediger |     |
| 27         | MED        | Agustín Cardozo    | 62' |
| 10         | MED        | Diego Morales      | 74' |
| 14         | MED        | Walter Montillo    |     |
| 9          | DEL        | Emanuel Dening     |     |
| Entrenador | Entrenador | Néstor Gorosito    |     |

| 16 | MED | Mauricio Martínez | 74' |
| 6  | DEF | Lucas Orban       | 80' |
| 15 | DEL | Lisandro López    | 84' |

| 7  | DEL | Carlos Luna    | 62' |
| 22 | MED | Jorge Ortiz    | 74' |
| 11 | DEL | Jonathan Ramis | 81' |

| Anotado | 30' | Matías Rojas | 1:0 |
| Anotado | 43' | Matías Rojas | 2:0 |

| Amonestado | 23' | Eugenio Mena    |
| Amonestado | 36' | Matías Zaracho  |
| Amonestado | 63' | Nery Domínguez  |
| Amonestado | 78' | Darío Cvitanich |

| Amonestado | 12' | Emanuel Dening     |
| Amonestado | 34' | Sebastián Prediger |
| Amonestado | 45' | Matías Pérez Acuña |
| Amonestado | 72' | Diego Morales      |
| Amonestado | 79' | Lucas Rodríguez    |
| Amonestado | 88' | Walter Montillo    |

| Otorgado · Expulsado | 70' | Sebastián Prediger |

| Árbitro             | Fernando Rapallini    |
| Árbitros asistentes | Maximiliano Del Yesso |
| Árbitros asistentes | Gerardo Carretero     |
| Cuarto árbitro      | Diego Abal            |

| 1          | ARQ        | Gabriel Arias     |     |
| 4          | DEF        | Iván Pillud       |     |
| 23         | DEF        | Nery Domínguez    |     |
| 2          | DEF        | Alejandro Donatti |     |
| 5          | DEF        | Eugenio Mena      |     |
| 21         | MED        | Marcelo Díaz      |     |
| 32         | MED        | Walter Montoya    | 84' |
| 28         | MED        | Matías Zaracho    | 74' |
| 10         | MED        | Matías Rojas      |     |
| 20         | DEL        | Darío Cvitanich   | 80' |
| 9          | DEL        | Jonatan Cristaldo |     |
| Entrenador | Entrenador | Eduardo Coudet    |     |

| 23         | ARQ        | Gonzalo Marinelli  |     |
| 17         | DEF        | Matías Pérez Acuña |     |
| 2          | DEF        | Ezequiel Rodríguez | 81' |
| 19         | DEF        | Gerardo Alcoba     |     |
| 3          | DEF        | Néstor Moiraghi    |     |
| 20         | DEF        | Lucas Rodríguez    |     |
| 21         | MED        | Sebastián Prediger |     |
| 27         | MED        | Agustín Cardozo    | 62' |
| 10         | MED        | Diego Morales      | 74' |
| 14         | MED        | Walter Montillo    |     |
| 9          | DEL        | Emanuel Dening     |     |
| Entrenador | Entrenador | Néstor Gorosito    |     |

| 16 | MED | Mauricio Martínez | 74' |
| 6  | DEF | Lucas Orban       | 80' |
| 15 | DEL | Lisandro López    | 84' |

| 7  | DEL | Carlos Luna    | 62' |
| 22 | MED | Jorge Ortiz    | 74' |
| 11 | DEL | Jonathan Ramis | 81' |

| Anotado | 30' | Matías Rojas | 1:0 |
| Anotado | 43' | Matías Rojas | 2:0 |

| Amonestado | 23' | Eugenio Mena    |
| Amonestado | 36' | Matías Zaracho  |
| Amonestado | 63' | Nery Domínguez  |
| Amonestado | 78' | Darío Cvitanich |

| Amonestado | 12' | Emanuel Dening     |
| Amonestado | 34' | Sebastián Prediger |
| Amonestado | 45' | Matías Pérez Acuña |
| Amonestado | 72' | Diego Morales      |
| Amonestado | 79' | Lucas Rodríguez    |
| Amonestado | 88' | Walter Montillo    |

| Otorgado · Expulsado | 70' | Sebastián Prediger |

| Árbitro             | Fernando Rapallini    |
| Árbitros asistentes | Maximiliano Del Yesso |
| Árbitros asistentes | Gerardo Carretero     |
| Cuarto árbitro      | Diego Abal            |

|                                 |
|                                 |
| Campeón Racing Club 1.er título |